# Justicia velizii
Justicia velizii är en akantusväxtart som beskrevs av T.F.Daniel. Justicia velizii ingår i släktet Justicia och familjen akantusväxter. Inga underarter finns listade i Catalogue of Life.